# The Atacama Experience
The Atacama Experience es un álbum del violinista de jazz fusion Jean-Luc Ponty. Fue lanzado el 2007 bajo el título de The Acatama Experience de manera errónea, quedando los discos producidos ese año mal impresos.
El título del disco se debe al desierto de Atacama, en Chile, que Ponty visitó tras un concierto en Santiago y en el que se inspiró para hacer el álbum.

## Lista de canciones
Todas las canciones compuestas por Jean-Luc Ponty, excepto donde se note lo contrario.
1. "Intro" – 0:15
2. "Parisian Thoroughfare" – 4:39 – compuesta por Bud Powell
3. "Premonition" – 3:43
4. "Point of No Return" – 6:45
5. "Back in the 60's" – 4:03
6. "Without Regrets" – 4:29
7. "Celtic Steps" – 5:52
8. "Desert Crossing" – 3:03
9. "Last Memories of Her" – 5:21
10. "The Acatama Experience" – 2:01
11. "On My Way to Bombay" – 4:32
12. "Still in Love" – 5:07
13. "Euphoria" – 4:49 – compuesta por William Lecomte
14. "To and Fro" – 4:21

## Personal
- Jean-Luc Ponty – violín, teclados
- William Lecomte – piano, teclados
- Guy N'Sangué – bajo eléctrico
- Thierry Arpino – batería
- Moustapha Cisse  – percusión

Invitados:
- Allan Holdsworth  – guitarra en "Point of No Return"
- Philip Catherine  – guitarra en "Parisian Thoroughfare" y "Still in Love"